# Krásna Ves
Krásna Ves (Hongaars: Bánkaraszna) is een Slowaakse gemeente in de regio Trenčín, en maakt deel uit van het district Bánovce nad Bebravou.
Krásna Ves telt 527 inwoners.